# 希里亚耶瓦市镇
希里亚耶瓦市镇（俄语：Ширяевское муниципальное образование）是俄罗斯联邦伊尔库茨克州伊尔库茨克区所属的一个市镇。其下辖有个居民点，行政中心为希里亚耶瓦。据2016年统计，该市镇的人口为2345人。